# Paliavana
Paliavana es un género con 8 especies de plantas herbáceas  perteneciente a la familia Gesneriaceae. Es originario de América.

## Descripción
Son arbustos o subarbustos perennifolias con tallos y raíces fibrosas (sin tubérculos o rizomas). Las hojas son opuestas. Corola acampanada o en forma de embudo, grande, de color verde con puntos marrón, amarillo verdoso, azul -púrpura o blanco crema con un color verde tinte. Nectario de cinco glándulas separadas, grandes y redondeadas. El fruto es una cápsula bivalva.

## Distribución y hábitat
Se distribuyen al este y sudeste de Brasil, donde se encuentra principalmente en piedra arenisca, granito o afloramientos de cuarcita en el "campo rupestre " de la vegetación de Brasil. 

## Etimología
El nombre del género deriva de "Palhavaa", la residencia de recreo y jardín botánico del príncipe Antonio de Braganza.

## Especies
| - Paliavana lasiantha - Paliavana prasinata - Paliavana racemosa - Paliavana schiffneri | - Paliavana sericiflora - Paliavana sericifolia - Paliavana tenuiflora - Paliavana werdermanni |